# Nan'yō Kōhatsu

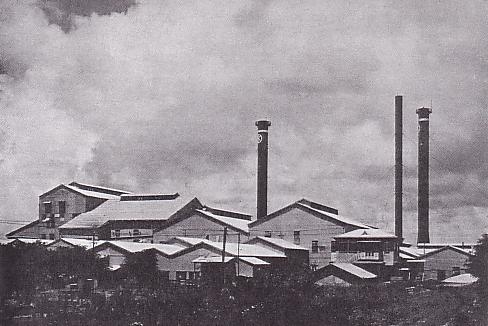
Fábrica de la Nan'yō Kōhatsu en Chalan Kanoa, Saipán.

La Nan'yō Kōhatsu kabushiki gaisha (南洋興発株式会社, abreviado como Nankō o NKKK), también conocida como Compañía de Desarrollo de los Mares del Sur, fue una compañía japonesa de desarrollo estratégico cuyo objetivo era promover el desarrollo económico y los intereses políticos japoneses en la Micronesia y el Sudeste Asiático.

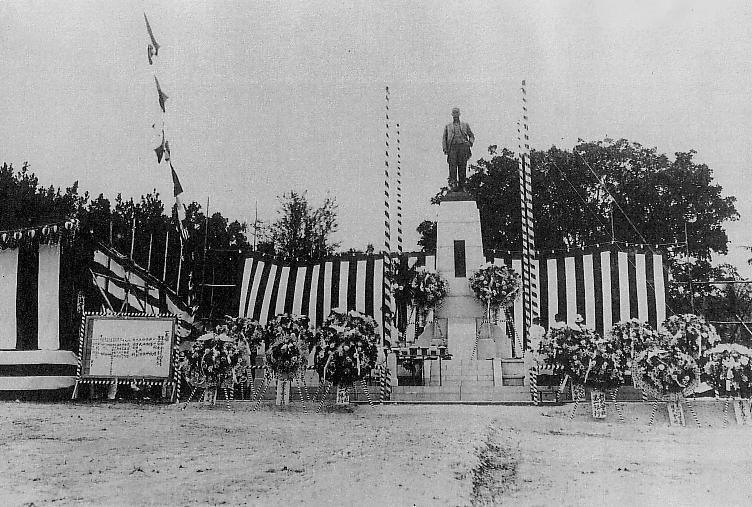
Ceremonia de inauguración de la estatua de Haruji Matsue.

Fundada en 1921 por Haruji Matsue para explotar el nuevo Mandato de Micronesia, Nankō recibió un apoyo sustancial de la administración colonial y el capital de la Compañía Japonesa de Corea Oriental (東洋殖株式會社, Tōyō Takushoku K.K.). La compañía fue promovida como "Mantetsu del Sur" con la esperanza de que fuera tan exitosa y rentable como la Compañía del Ferrocarril del Sur de Manchuria.
Matsue fue un ferviente partidario de la doctrina del Nanshin-ron, que abogaba por la expansión territorial japonesa y la colonización de las islas de Oceanía y, finalmente, los territorios del archipiélago indonesio controlados por los europeos. Sobre la base de los recursos de la difunta Nan'yō Shokusan, Matsue pudo construir un imperio sustancial apoyado por la industria azucarera durante las décadas de 1920 y 1930. Además de patrocinar la inmigración de más de 5000 trabajadores de Okinawa y el norte de Japón a las Islas Marianas, y limpiar más de 3000 hectáreas para plantaciones, la compañía también construyó una refinería de azúcar, una planta de destilación de alcohol, una planta de hielo y un ferrocarril. La caña de azúcar se convirtió en la industria principal de Saipán y, a mediados de la década de 1930, la compañía exportó más de doce millones de yenes de azúcar al Japón continental.

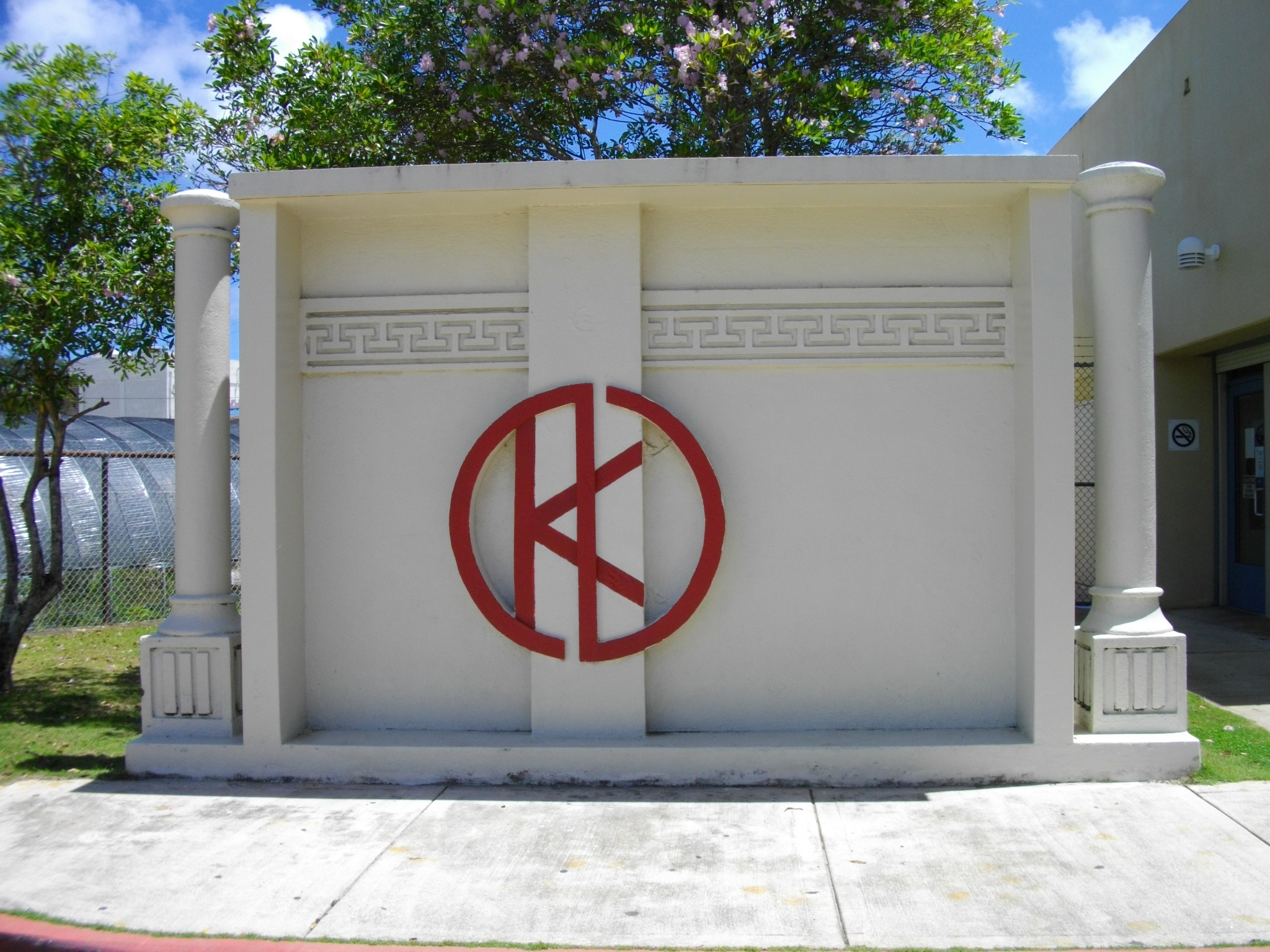
Logo de la compañía en la pared.

Desde finales de la década de 1920 y principios de la década de 1930, la Nan'yō Kōhatsu desarrolló una amplia gama de actividades en territorios británicos, holandeses y australianos en el Sudeste Asiático, especialmente en Sulawesi y Nueva Guinea. La compañía compró plantaciones japonesas locales de copra y plantas procesadoras de pescado, y estableció una compañía naviera. La compañía también estableció una plantación de algodón en Manokwari, en la costa norte de Nueva Guinea, que también incluía un aeródromo. A fines de la década de 1930, la compañía empleaba a más de 50.000 personas.
Desde su base en Palau, la Nan'yō Kōhatsu envió pequeños barcos a Dili ya en 1934 en un esfuerzo por romper el monopolio del envío holandés en el comercio con Timor portugués. Sin embargo, en el verano de 1936, la compañía llegó a un acuerdo secreto con la Armada Imperial Japonesa para establecer un punto de apoyo en Timor portugués, y con fondos de la Armada, la compañía formó una empresa conjunta en 1937 con la principal empresa de plantación de Timor portugués, la SAPT. La empresa conjunta controlaba efectivamente las importaciones y exportaciones del Timor portugués, y en 1940 estaba controlada en un 48% por la Nan'yō Kōhatsu. La compañía también compró muchas pequeñas operaciones privadas en la parte oriental del archipiélago indonesio, y formó numerosas empresas conjuntas con empresarios nativos.
A medida que aumentaron las tensiones internacionales a fines de la década de 1930, y después del estallido de la guerra en Europa, la extensión de los intereses japoneses representados por la Nan'yō Kōhatsu preocupaba enormemente a las autoridades británicas, holandesas y australianas. Aunque Portugal y sus colonias fueron neutrales durante toda la guerra, el interés japonés en Timor llevó a la invasión y ocupación aliadas de Timor portugués a fines de 1941.
Matsue renunció a la presidencia en 1940, y fue sucedido por Tokuichi Kuribayashi, un empresario que había establecido varias pesquerías de perlas en el Sudeste Asiático y en la costa de Australia Occidental.
Durante la ocupación japonesa de Indonesia, la Nan'yō Kōhatsu continuó expandiendo sus operaciones y recibió varios proyectos de la Armada Imperial Japonesa para ayudar en la administración de los territorios ocupados. En Sulawesi, por ejemplo, la compañía era responsable de supervisar la recolección y distribución de arroz.
Sin embargo, durante la Guerra del Pacífico, muchas de las instalaciones de la compañía fueron destruidas en diversas batallas, muriendo unos 10.000 empleados de la compañía. Kuribayashi negoció con la Armada y con varias compañías de seguros para obtener una compensación, que recibió parcialmente; sin embargo, la Nan'yō Kōhatsu fue abolida después de la rendición de Japón por orden de las autoridades de ocupación aliadas.